# 緬甸血蜱
緬甸血蜱（学名：Haemaphysalis birmaniae）为硬蜱科血蜱屬下的一个种。